# Parry Sound—Muskoka (circonscription provinciale)
Circonscription électorale provinciale du Canada
Parry Sound—Muskoka est une circonscription provinciale de l'Ontario représentée à l'Assemblée législative de l'Ontario depuis 1999.

## Géographie
La circonscription se situe au nord de Toronto, sur la baie Georgienne du lac Huron. Elle est constituée de la municipalité du district de Muskoka, la plus grande partie du district territorial de Parry Sound, et de la ville de Kearney.
Les circonscriptions limitrophes sont Haliburton—Kawartha Lakes—Brock, Bruce—Grey—Owen Sound, Nipissing, Simcoe-Nord, Nickel Belt, Algoma—Manitoulin, Simcoe—Grey et Timiskaming—Cochrane.

## Historique
| Législature                                                         | Années        | Député        | Député     | Parti                     |
| ------------------------------------------------------------------- | ------------- | ------------- | ---------- | ------------------------- |
| Parry Sound—Muskoka Circonscription issue de Parry Sound et Muskoka |               |               |            |                           |
| 37e                                                                 | 1999-2001     |               | Ernie Eves | Progressiste-conservateur |
| 37e                                                                 | 2001-2003     | Norm Miller   |            | Progressiste-conservateur |
| 38e                                                                 | 2003-2007     | Norm Miller   |            | Progressiste-conservateur |
| 39e                                                                 | 2007-2011     | Norm Miller   |            | Progressiste-conservateur |
| 40e                                                                 | 2011-2014     | Norm Miller   |            | Progressiste-conservateur |
| 41e                                                                 | 2014-2018     | Norm Miller   |            | Progressiste-conservateur |
| 42e                                                                 | 2018-2022     | Norm Miller   |            | Progressiste-conservateur |
| 43e                                                                 | 2022-2025     | Graydon Smith |            | Progressiste-conservateur |
| 44e                                                                 | 2025-en cours | Graydon Smith |            | Progressiste-conservateur |

## Circonscription fédérale
Comme partout en Ontario, sauf dans le nord, les circonscriptions provinciales sont les mêmes que les circonscriptions électorales fédérales depuis les élections provinciales de 1999.